# Ekaterina Alexandrovskaïa
Ekaterina Alexandrovskaïa (en anglais : Ekaterina Alexandrovskaya, en russe : Екатери́на Дми́триевна Алекса́ндровская), née le 1er janvier 2000 à Moscou et morte le 18 juillet 2020 dans la même ville, est une patineuse artistique russo-australienne.

## Biographie

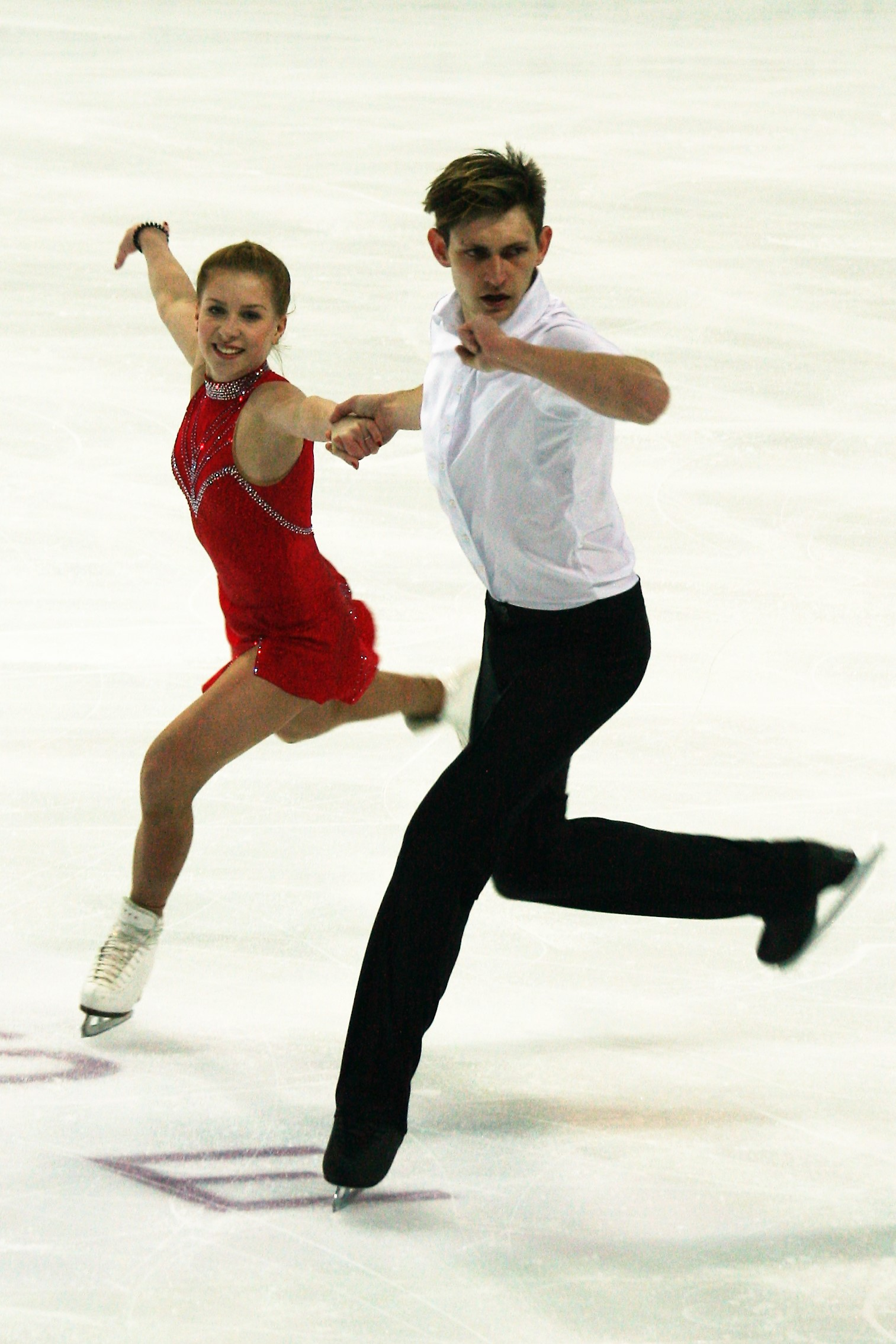
Alexandrovskaïa-Windsor en 2016.

### Carrière sportive
Ekaterina Dmitriïevna  Alexandrovskaïa commence le patinage artistique en 2004. Elle devient citoyenne australienne en 2017.
Elle concourt en couple avec Harley Windsor (en), avec lequel elle remporte en 2017 les Championnats du monde junior ainsi que la finale junior du Grand Prix ISU. Le duo est également champion d'Australie en 2016 et 2018.
En février 2020, elle annonce qu'elle doit mettre fin soudainement et prématurément à sa carrière sportive en raison du développement de crises d'épilepsie. Alors qu'elle lutte contre une dépression avant cette annonce, son état s'aggrave[réf. nécessaire].

### Mort
Elle meurt d'une chute du sixième étage à Moscou le 18 juillet 2020, à l'âge de vingt ans. Les médias russes évoquent la possibilité qu'il s'agisse d'un suicide. En effet, elle aurait laissé une lettre dans l'appartement d’où elle est tombée.

## Palmarès
Avec son partenaire Harley Windsor
| Compétition                                                                         | 2017    | 2018    | 2019    | 2020    |  |  |  |  |  |  |  |  |  |  |
| Jeux olympiques d'hiver                                                             |         | 18e     |         |         |  |  |  |  |  |  |  |  |  |  |
| Championnats du monde                                                               | 16e     | 16e     |         | CA      |  |  |  |  |  |  |  |  |  |  |
| Quatre continents                                                                   | 11e     | 6e      | F       | F       |  |  |  |  |  |  |  |  |  |  |
| Championnats d'Australie                                                            | 1re     | F       | 1re     | F       |  |  |  |  |  |  |  |  |  |  |
| Championnats du monde juniors                                                       | 1re     |         |         |         |  |  |  |  |  |  |  |  |  |  |
|                                                                                     |         |         |         |         |  |  |  |  |  |  |  |  |  |  |
| Grand Prix ISU                                                                      | 2016/17 | 2017/18 | 2018/19 | 2019/20 |  |  |  |  |  |  |  |  |  |  |
| Skate America                                                                       |         |         |         | 7e      |  |  |  |  |  |  |  |  |  |  |
| Skate Canada                                                                        |         |         | 7e      |         |  |  |  |  |  |  |  |  |  |  |
| Coupe de Russie                                                                     |         |         | 7e      |         |  |  |  |  |  |  |  |  |  |  |
| Légende : F = Forfait ; CA = Compétition annulée à cause de la pandémie de Covid-19 |         |         |         |         |  |  |  |  |  |  |  |  |  |  |